# Казиев, Тофик Иса оглы
Тофик Иса оглы Казиев (азерб. Tofiq İsa oğlu Qazıyev; 20 мая 1920, Гянджинский уезд – 4 января 1999, Гянджа) — азербайджанский биолог, доктор биологических наук, профессор.

## Биография
Родился 20 мая 1920 года в селе Ашагы-Карасаккал Гянджинского уезда Азербайджанской ССР (ныне Самухский район) в семье интеллигентов.
Окончил Кировабадский государственный педагогический институт.
Ветеран Великой Отечественной и Советско-финской войн. Участвовал в освобождении Витебска, в 1944 году демобилизован.
С 1959 по 1990 год профессор, заведующий кафедрой ботаники Кировабадского государственного педагогического института. Автор 130 научных работ и 14 книг, из них «Жизнь растений» и «Физиология растений]» являются учебниками для высших учебных заведений. Казиев проявил себя, как хороший педагог, вырастивший не одно поколение квалифицированных специалистов.
В 1956 году защитил кандидатскую, а в 1965 году докторскую степень в области биологических наук по темам «Перекрестная опыляемость перспективных для Азербайджана сортов хлопчатника и роль пчел в повышении их урожайности» и «Проблема нектароносности хлопчатника и роль пчел в повышении его урожайности» соответственно.
Вел активную общественно-политическую жизнь. Член партии Новый Азербайджан с 1993 года.
Скончался 4 января 1999 года в городе Гянджа.